# Salsbury (Motorrollermarke)

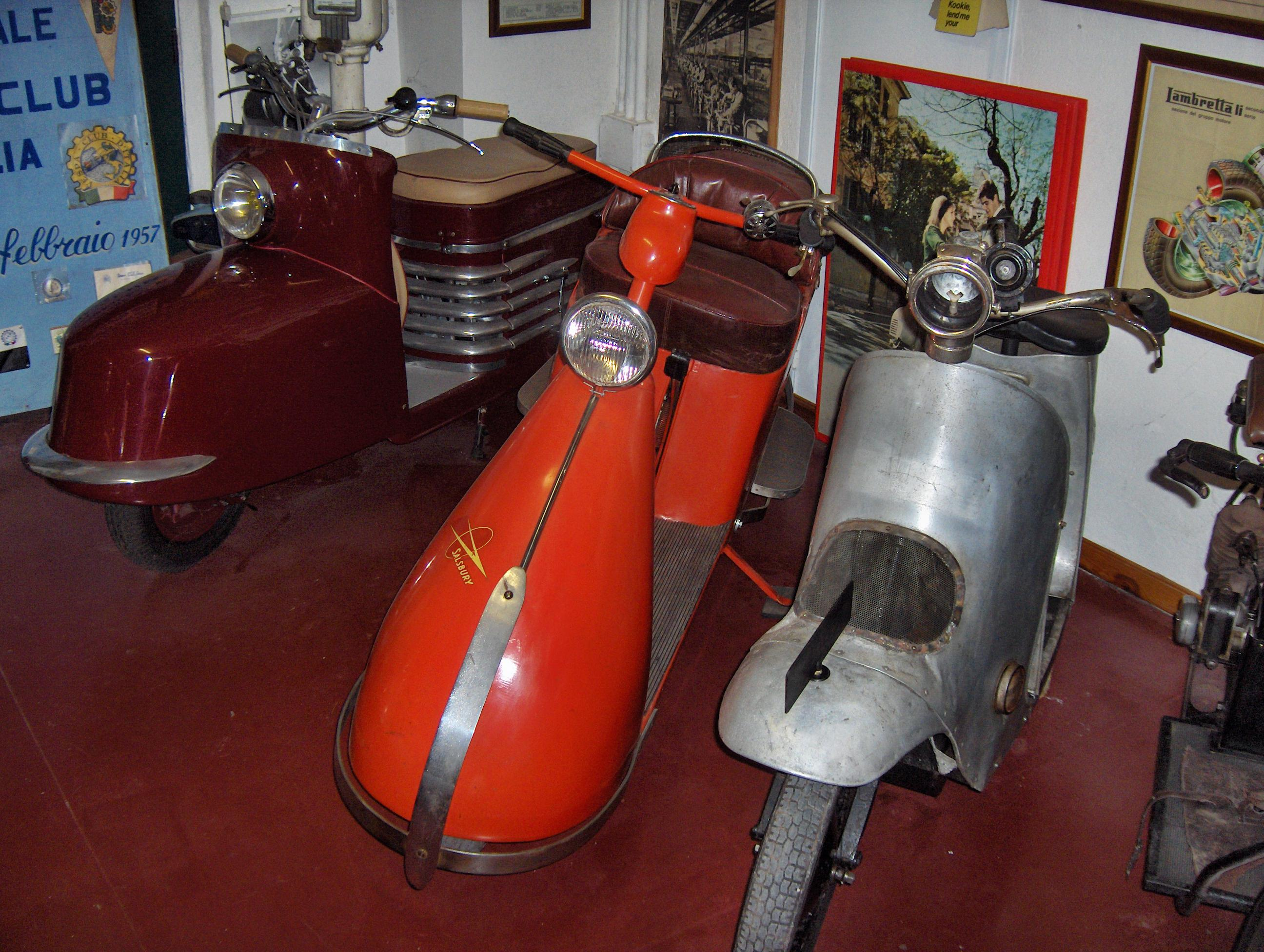
Motorroller von Salsbury

Salsbury war eine US-amerikanische Marke für Motorroller.

## Markengeschichte
Hersteller war Salsbury Motors aus Pomona in Kalifornien. Quellen geben den Zeitraum von 1936 bis 1951 bzw. von 1936 bis 1948 oder 1950 an. Insgesamt entstanden mindestens 6000 Fahrzeuge.

## Fahrzeuge
Eine Quelle bezeichnet den Roller als relativ robust und gibt ein Leergewicht von fast 150 kg an. Der Ottomotor mit seitlichen Ventilen und 318 cm³ Hubraum hatte Gebläsekühlung.
Eine andere Quelle bestätigt einen gebläsegekühlten und seitengesteuerten Motor, gibt aber 150 cm³ Hubraum an.
Eine weitere Quelle nennt einen Viertaktmotor. Er leistete 1,5 PS in einem frühen Modell.
Vom Modell 85 der Bauzeit 1947–1950 wurden zwischen 700 und 1000 Fahrzeuge gefertigt. Dieses Modell wurde auch nach Deutschland exportiert.